# Jürgen Tubach
Jürgen Tubach (* 1947) ist ein deutscher evangelischer Theologe.

## Leben
Jürgen Tubach studierte von 1966 bis 1972 Evangelische Theologie an der Universität Heidelberg und ab 1972 Orientalistik und Alte Geschichte an den Universitäten Heidelberg und Hamburg sowie Wissenschaft vom Christlichen Orient, Religionswissenschaft und Semitistik an der Universität Bonn. 1972 legte er das erste theologische und 1984 das zweite theologische Examen bei der Evangelischen Landeskirche in Baden ab. Nach der Promotion 1982 und der Habilitation 1989 (jeweils im Fach Wissenschaft vom Christlichen Orient in Bonn) lehrte er seit 1995 als Professor für das Fach Christlicher Orient am Orientalischen Institut der Universität Halle-Wittenberg.

## Schriften (Auswahl)
- Im Schatten des Sonnengottes. Der Sonnenkult in Edessa, Ḥarrān und Ḥaṭrā am Vorabend der christlichen Mission. Harrassowitz, Wiesbaden 1985, ISBN 3-447-02435-6 (zugleich Dissertation, Bonn 1982).
- als Herausgeber mit Walter Beltz: Zeit und Geschichte in der koptischen Frömmigkeit bis zum 8. Jahrhundert. Beiträge zur VIII. Internationalen Halleschen Koptologentagung vom 15. - 18. Mai 1998 (= Hallesche Beiträge zur Orientwissenschaft. Band 26). Institut für Orientalistik, Halle (Saale) 1998.
- als Herausgeber mit Walter Beltz: Religiöser Text und soziale Struktur (= Hallesche Beiträge zur Orientwissenschaft. Band 31). Institut für Orientalistik, Halle (Saale) 2001.
- als Herausgeber mit Walter Beltz: Regionale Systeme koexistierender Religionsgemeinschaften (= Hallesche Beiträge zur Orientwissenschaft. Band 34). Druckerei der Martin-Luther-Universität, Halle (Saale) 2002, OCLC 717149486.
- als Herausgeber mit Walter Beltz: Expansion und Destruktion in lokalen und regionalen Systemen koexistierender Religionsgemeinschaften (= Hallesche Beiträge zur Orientwissenschaft. Band 41). Orientalisches Institut, Halle (Saale) 2006.
- als Herausgeber mit Markus Mode und Sophia G. Vashalomidze: Arms and armour as indicators of cultural transfer. The steppes and the ancient world from hellenistic times to the early Middle Ages (= Nomaden und Seßhafte. Band 4). Harrassowitz, Wiesbaden 1985, ISBN 3-89500-529-0.
- als Herausgeber mit Sophia G. Vashalomidze: Stabilisierung und Profilierung der koptischen Kirche im 4. Jahrhundert. Beiträge zur X. Internationalen Halleschen Koptologentagung 2006 (= Hallesche Beiträge zur Orientwissenschaft. Band 44). Univ.-und Landesbibliothek Sachsen-Anhalt, Halle (Saale) 2007, ISBN 978-3-86010-979-3.
- als Herausgeber mit Arafa Mustafa und Sophia G. Vashalomidze: Inkulturation des Christentums im Sasanidenreich. Reichert, Wiesbaden 2007, ISBN 3-89500-560-6.
- als Herausgeber mit Sophia G. Vashalomidze und Armenuhi Drost-Abgarjan: Sehnsucht nach dem Paradies. Paradiesvorstellungen in Judentum, Christentum, Manichäismus und Islam. Beiträge des Leucorea-Kolloquiums zu Ehren von Walther Beltz (= Studies in oriental religions. Band 59). Harrassowitz, Wiesbaden 2010, ISBN 978-3-447-06147-6.
- als Herausgeber mit Sophia G. Vashalomidze und Armenuhi Drost-Abgarjan: Sehnsucht nach der Hölle? Höllen- und Unterweltsvorstellungen in Orient und Okzident. Beiträge des Leucorea-Kolloquiums 2010 (= Studies in oriental religions. Band 63). Harrassowitz, Wiesbaden 2012, ISBN 978-3-447-06713-3.
- als Herausgeber mit Sophia G. Vashalomidze und Manfred Zimmer: Caucasus during the Mongol period. Der Kaukasus in der Mongolenzeit. Reichert, Wiesbaden 2012, ISBN 3-89500-892-3.